# Maksim Bartolj
Maksim Bartolj, slovenski smučarski skakalec, * 1. maj 2003.
Bartolj je član kluba SSK Costella Ilirija. Leta 2022 je v Zakopanih osvojil srebrno medaljo na tekmi mešanih ekip svetovnega mladinskega prvenstva, leta 2023 v Whistlerju pa zlato medaljo na tekmi mešanih ekip in bronasto na ekipni tekmi. V kontinentalnem pokalu je prvič nastopil 2. februarja 2020 na tekmi na Bloudkovi velikanki v Planici in zasedel 49. mesto. 18. februarja 2023 je debitiral v svetovnem pokalu na tekmi v Rašnovuu in se z 20. mestom prvič uvrstil med dobitnike točk. Naslednjega dne je z Žigo Jelarjem na »super ekipni tekmi« dosegel 2. mesto na tekmi dvojic.